# Châteauvieux-les-Fossés
Châteauvieux-les-Fossés is een gemeente in het Franse departement Doubs (regio Bourgogne-Franche-Comté) en telt 10 inwoners (2009). De plaats maakt deel uit van het arrondissement Besançon.

## Geografie
De oppervlakte van Châteauvieux-les-Fossés bedraagt 4,5 km², de bevolkingsdichtheid is dus 2,2 inwoners per km².

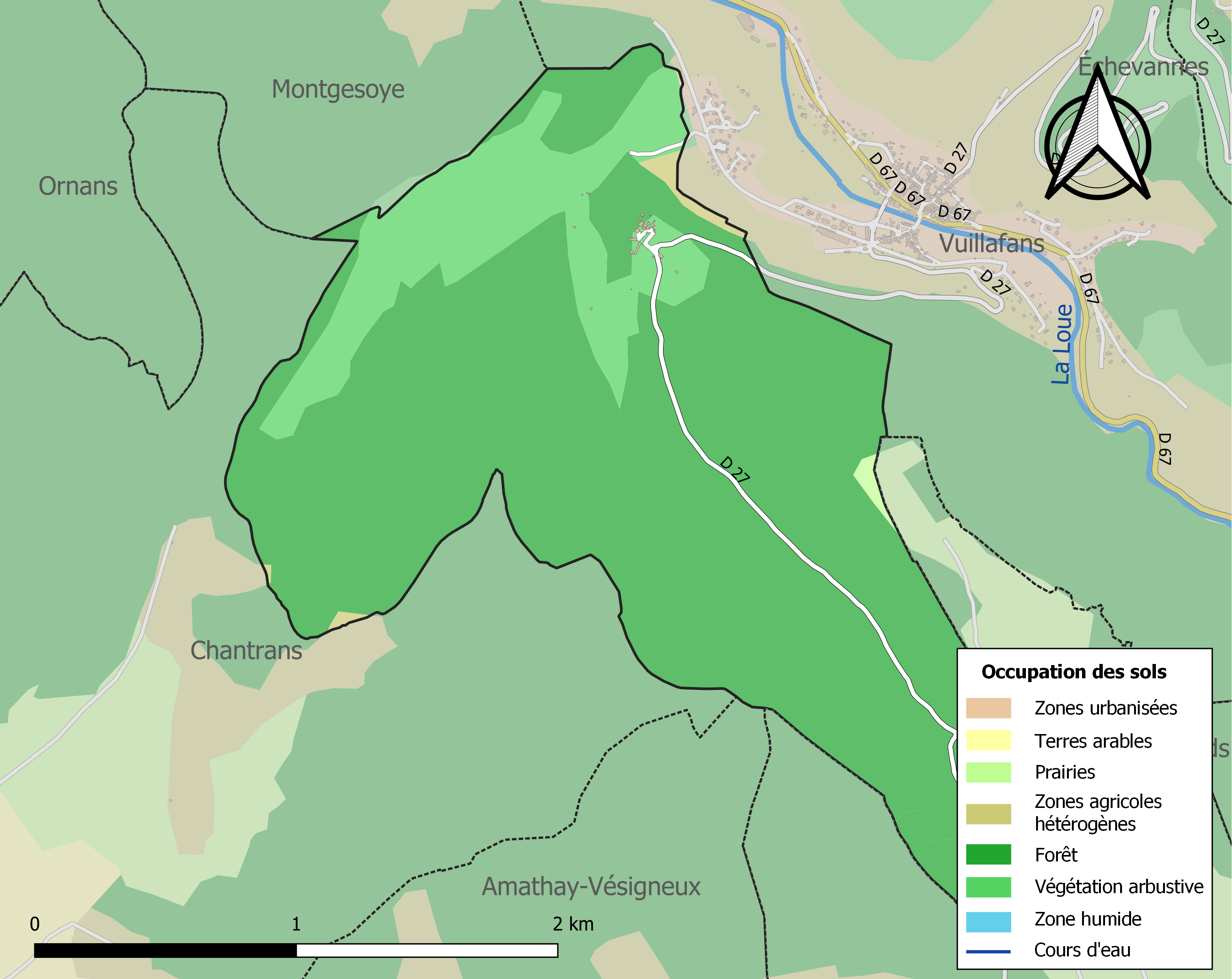
Kaart van de gemeente met de belangrijkste infrastructuur, bodemgebruik en omliggende gemeenten

## Demografie
Onderstaande figuur toont het verloop van het inwonertal (bron: INSEE-tellingen).